# Никола Загорац
Никола Загорац (9. септембар 1910 — 1941), јереј СПЦ и парох у Личком Петровом Селу. Рођен је у Брезику код Госпића. Завршио је богословију 1932. на Цетињу, а рукоположен је 1933. Био је краће време парох у Удбини, а онда прелази у Личко Петрово Село. Ухапшен је одмах кад је проглашена НДХ. Постоји више сведочанстава о њему, али се међусобно не слажу. По првом сведоку убијен је у црквеној порти заједно са 43 Србина. По другом сведоку убијен је на стругари крај Бихаћа са још 700 Срба из Личког Петровог Села. По трећем усташе су крај Плитвичких језера убили неког свештеника, кога су попели на звоник и бацили кроз отвор. Док је падао дерали су се Неста крста од три прста. Кад је пао притрчали су и проболи га бајонетом.
Породицу Николе Загорца, супругу и двоје деце, усташе су отерале у Јасеновац маја 1942.